# Pwyll Pendefig Dyfed
Pwyll Pendefig Dyfed [puiɫ pen'devig 'dəved] („Pwyll, Fürst von Dyfed“) ist der Titel der ersten Geschichte der „Vier Zweige des Mabinogi“ (Pedeir Ceinc y Mabinogi). Die Erzählung ist sowohl im Llyfr Gwyn Rhydderch („Das Weiße Buch von Rhydderch“) als auch im Llyfr Coch Hergest („Das Rote Buch von Hergest“) enthalten.

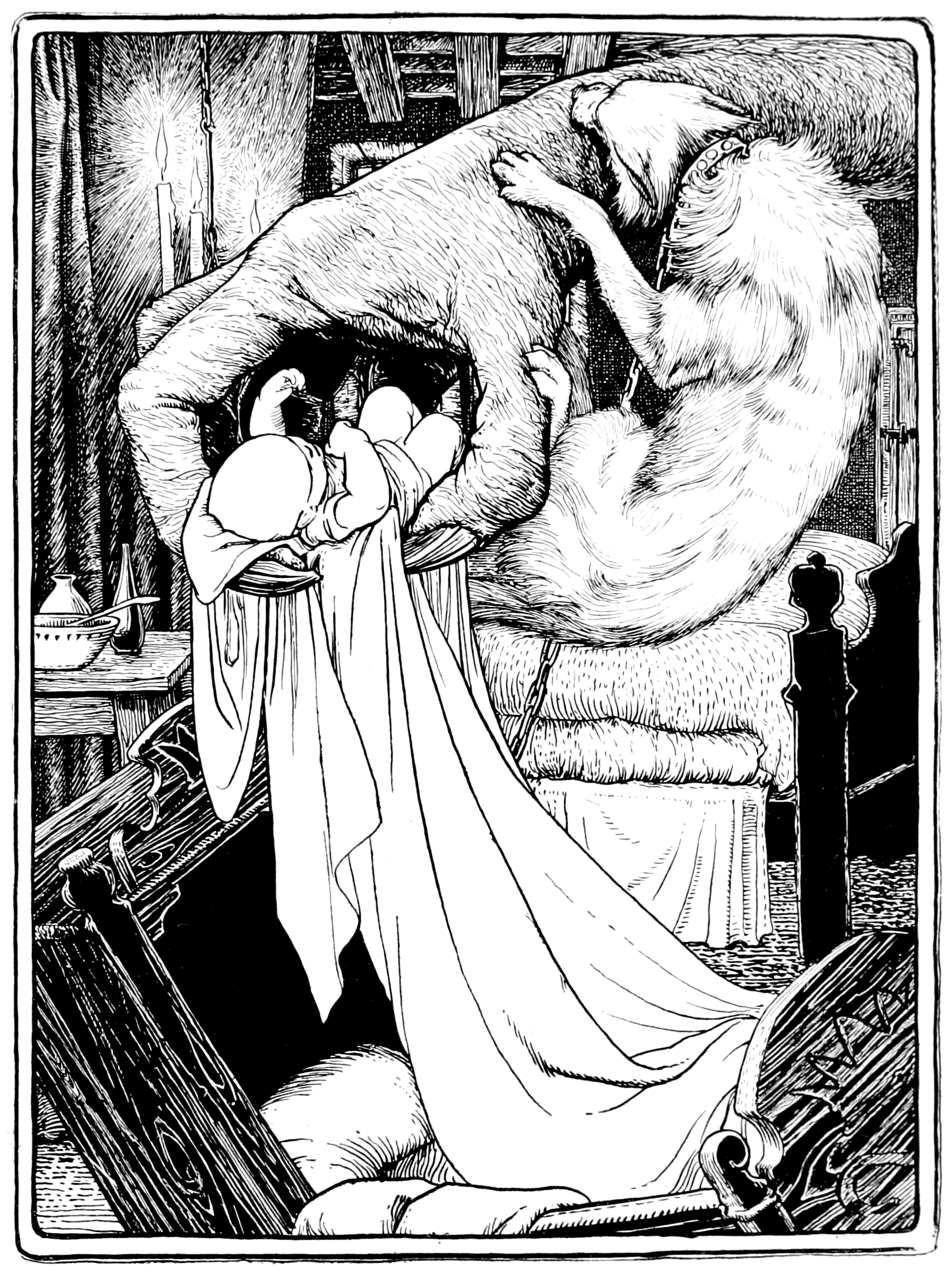
Pryderis Entführung

## Inhalt und handelnde Personen
- siehe Pwyll und Rhiannon

Pwyll, Fürst von Dyfed, tauscht mit Arawn, dem Fürsten von Annwn in der Anderen Welt, Gestalt und Herrschaft. Er besiegt Arawns Gegner Hafgan, während Arawn in Dyfed vorbildlich regiert. Nach der Rückkehr Pwylls in der Oberwelt begegnet ihm Rhiannon, die er gegen den Widerstand ihres Bräutigams Gwawl in der Burg ihres Vaters Hefaidd Hen heiratet. Ihr gemeinsamer Sohn Pryderi wird aber auf geheimnisvolle Weise entführt und Rhiannon auf Grund falscher Zeugenaussagen der Dienerinnen als Schuldige angesehen. Jahre später wird Pryderi von Teyrnon, der ihn gefunden und aufgezogen hat, an den Hof Pwylls zurückgebracht, worauf Rhiannon rehabilitiert ist.